# Julie d'Angennes
Julie Luciana d'Angennes, detta l'incomparable Julie (Parigi, 1607 – 15 novembre 1671), era figlia del marchese de Rambouillet Charles d'Angennes e di Catherine de Vivonne de Rambouillet.

## Biografia
Julie d'Angennes crebbe nell'ambiente in cui i genitori ricevevano i maggiori nomi dell'epoca nell'Hôtel de Rambouillet. Celebre per bellezza e delicatezza di spirito, formava, per i frequentatori dell'Hôtel, sotto il nome di principessa Julée, il pendant della marchesa madre, la saggia Arthémise.
La sua bellezza, i suoi meriti e la protezione che accordò ai migliori letterati dell'epoca le diedero una notevole celebrità: di animo forte e generoso, si segnalò per la devozione che portò alla famiglia. Amante del teatro, recitò in alcune tragedie eseguite all'Hôtel, e fece inoltre parte delle belle lettere non solo per la Guirlande – alla quale deve ancora oggi la sua fama, ma pure per i tanti versi e le prose che ella ispirò.
Nel 1641 ricevette dal futuro marito, il duca de Montausier la Guirlande de Julie, una raccolta di 62 madrigali composti da grandi nomi della poesia: Corneille, Desmarets, Malleville e realizzata dal calligrafo Nicolas Jarry. Ogni madrigale aveva a soggetto un fiore che illustrava una qualità di Julie. Rilegata splendidamente dall'allora celebre rilegatore Gascon, era ornata fuori e dentro dalle cifre J. L. (Julie-Lucine). Il duca di Montausier ne fece dono a Julie il 1º gennaio 1633 o 1634.
Julie d'Angennes sposò il duca il 13 luglio 1645; nel 1661 divenne governante dei figli del re e dama d'onore della regina Maria Teresa di Spagna. Le memorie del tempo le rimproverano la compiacenza avuta nei confronti delle favorite di Luigi XIV.
Madeleine de Scudéry l'ha rappresentata sotto il nome di Arthénice nel suo romanzo, Artamène ou le Grand Cyrus, allora tanto famoso che Fléchier le conservò questo nome nell'orazione funebre consacrata alla sua memoria.

## Fonti
- (FR)  G. Vapereau, Dictionnaire universel des littératures, Paris, Hachette, 1876, p. 1430